# Basilica di Santa Giustina

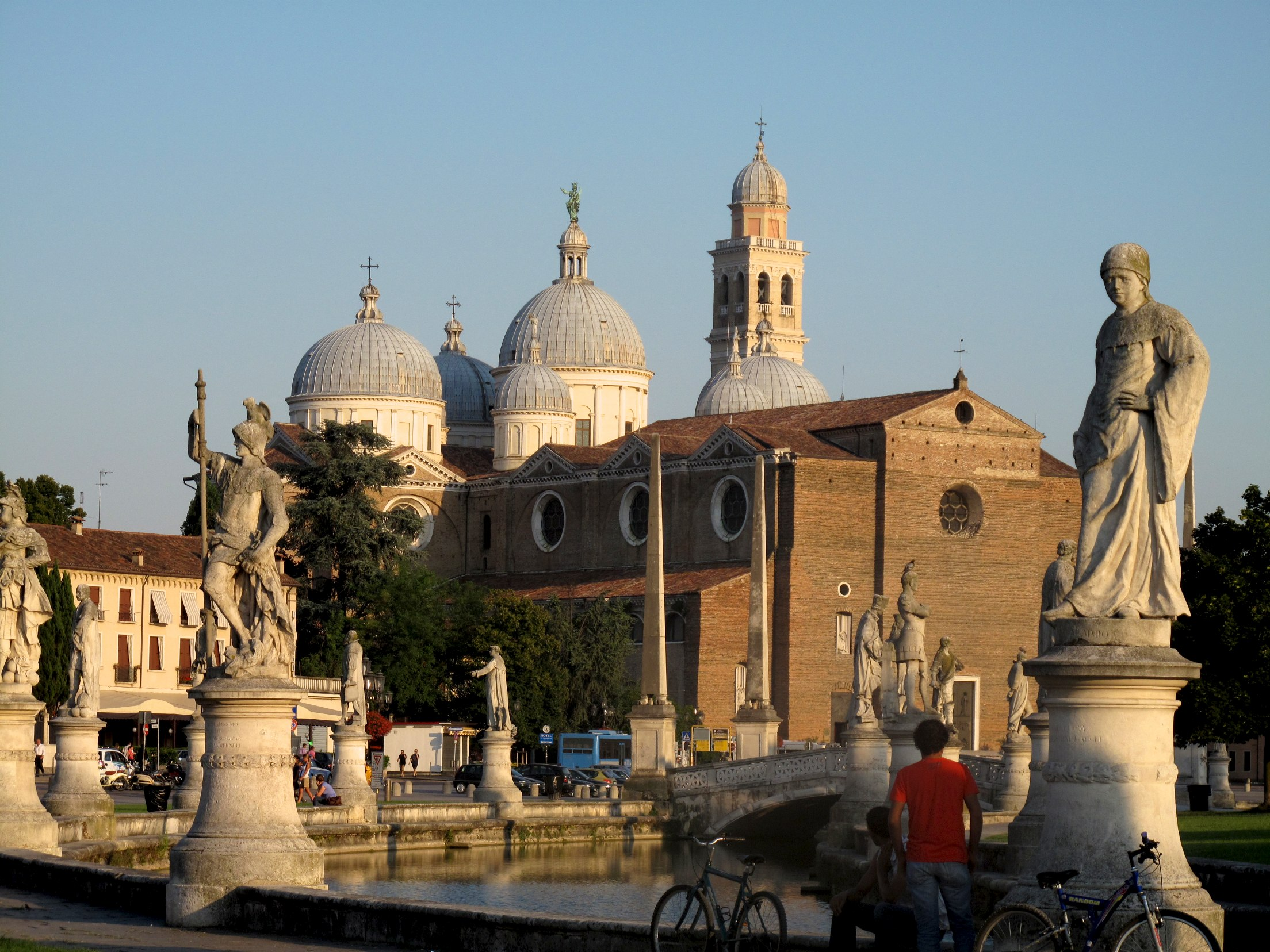
Basilica di Santa Giustina in Padua, Italië

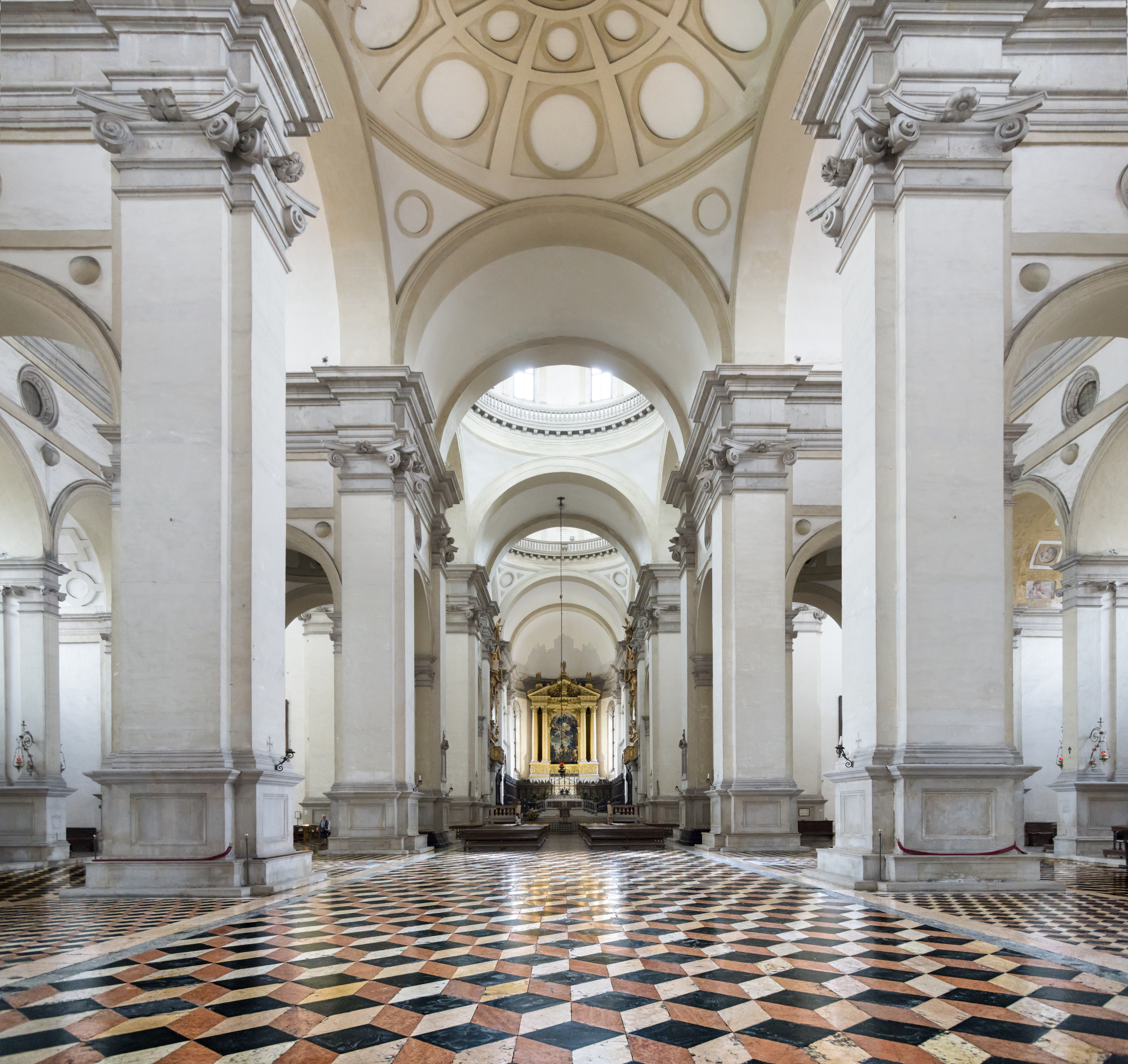
Binnenzicht vanuit de hoofdbeuk.

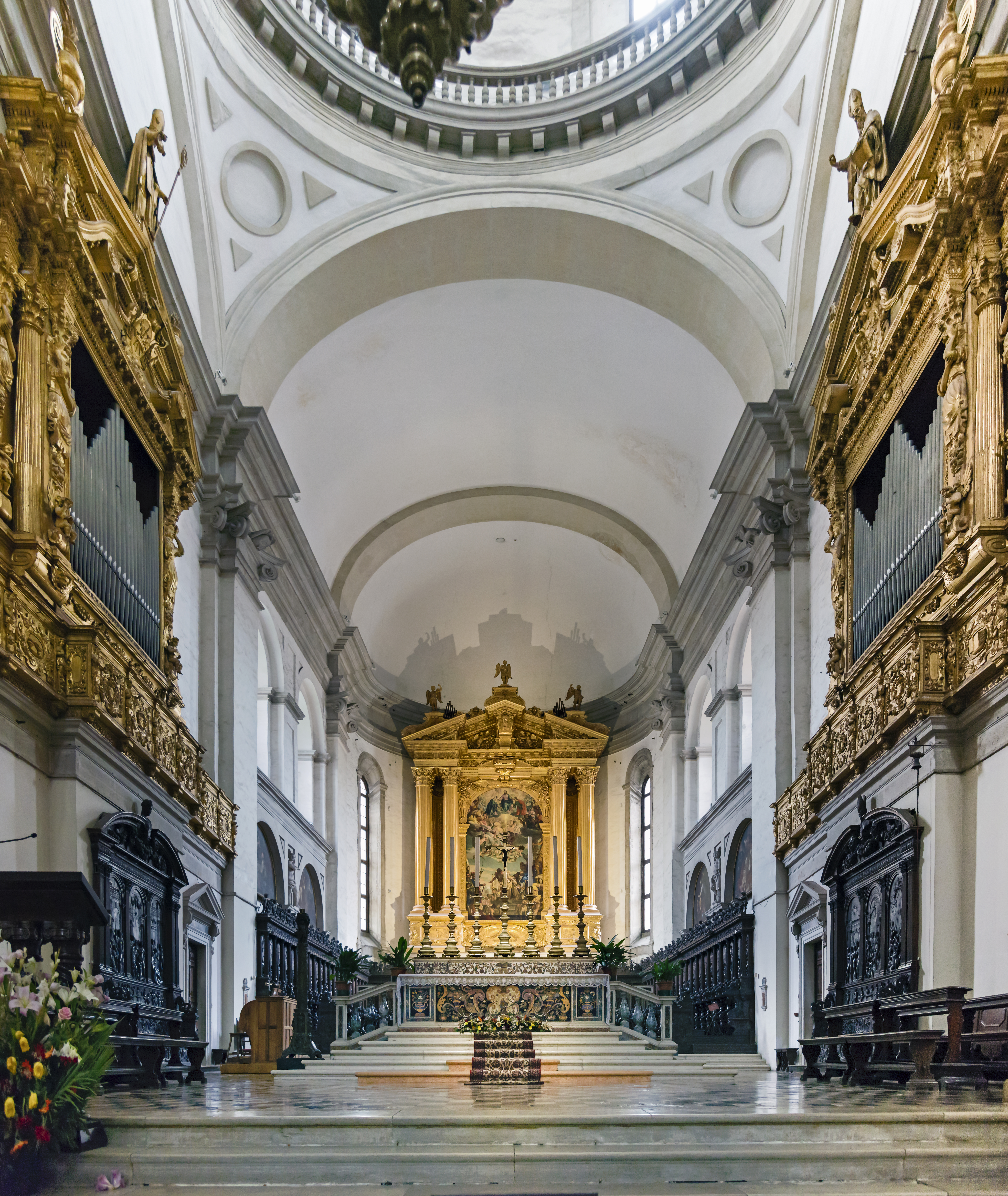
Zicht op priesterkoor en hoofdaltaar

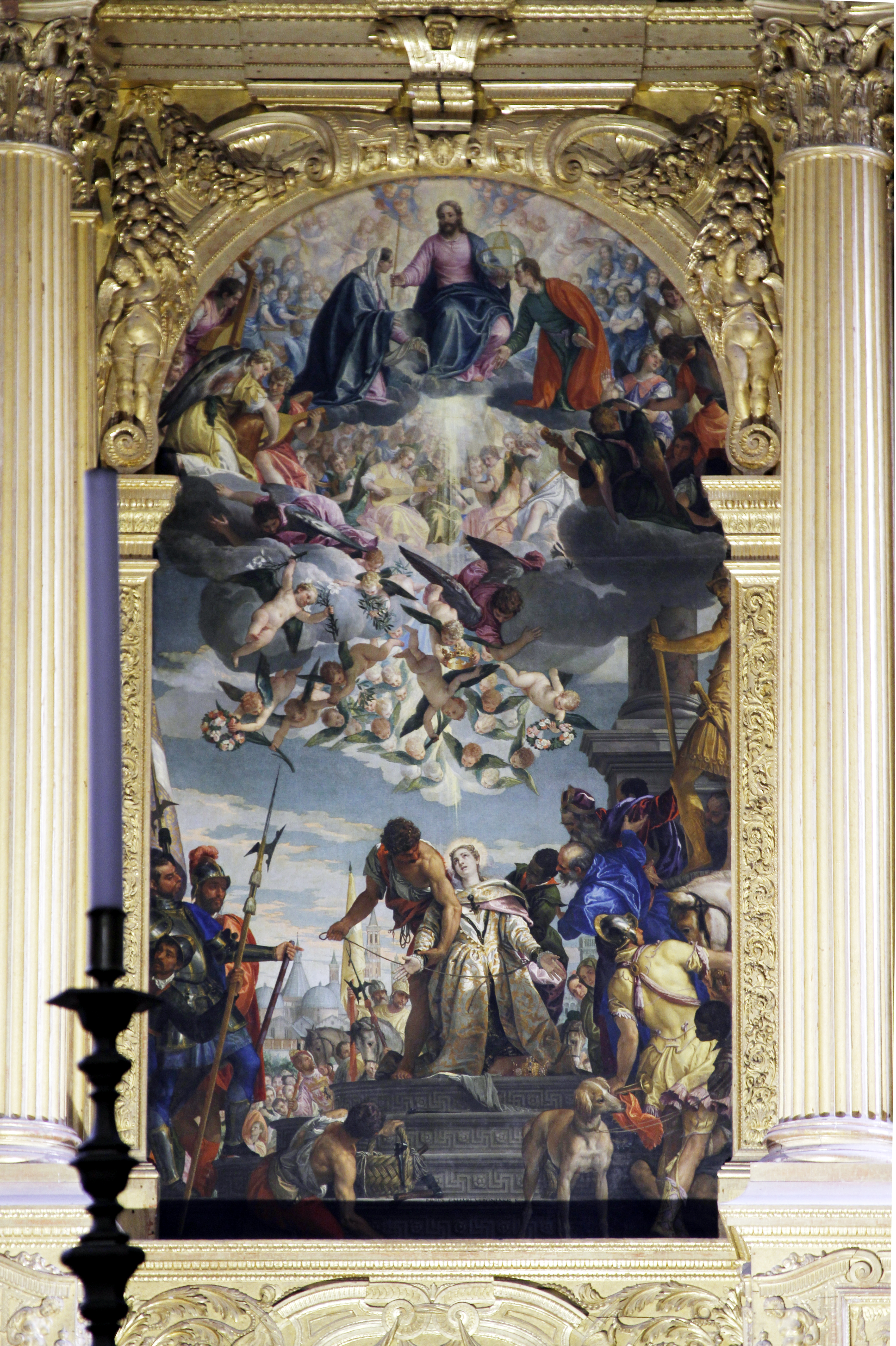
Martelaarschap van de heilige Giustina (hoofdaltaar). Door Veronese.

De Basilica di Santa Giustina is een rooms-katholieke basiliek in Padua, in de Noord-Italiaanse regio Veneto. Het is een basilica minor die de abdijkerk is van de benedictijnenabdij Abbazia di Santa Giustina. De basiliek is de grootste van Veneto en een van de grootste kerken van Italië.
De Basilica di Santa Giustina is toegewijd aan de Romeinse martelares Justina of Giustina in het Italiaans; de cultus voor haar is eeuwenlang gestimuleerd door de benedictijnen in Padua. De basiliek bevindt zich aan de Prato della Valle, het grote plein van Padua. Ze dateert van de 16e eeuw en heeft een stijl van de renaissance.

## Historiek
De basiliek en de abdijgebouwen hebben een lange voorgeschiedenis van bouw en verbouwingen, sinds de Romeinse Oudheid. Drie kerkgebouwen gingen de basiliek vooraf.

### Romeinse tempel
In de Romeinse Tijd was er een tempel met begraafplaats, waar de Romeinen hun doden hetzij begroeven hetzij cremeerden. 

### Drie voorafgaande kerken
Na het Edict van Milaan (313) uitgevaardigd door keizer Constantijn de Grote werd een Romeinse basiliek gebouwd op deze plek. In deze kerk werd het graf van de martelares Giustina al vereerd.
Een tweede kerk werd opgetrokken met fondsen van Opilione, een patriciër die verbonden was aan het hof van koning Theodorik de Grote in Ravenna. De tweede kerk was gekenmerkt door versierde zuilen en wanden bedekt met mozaïekstenen. Overblijfselen zijn terug te vinden in de kapel van de Heilige Maagd Maria, waar het graf staat van de heilige Prosdocimus. Andere Romeinse heiligen en martelaren vonden eveneens hun rustplaats in de basiliek van Opilione.
De derde kerk werd gebouwd in de Hoge Middeleeuwen: het was een basiliek in romaanse en gotische stijl. De benedictijnen van de nabij gelegen abdij waren de bouwheren. Na de aardbeving van 1117 werd er nog herbouwd aan de derde kerk tot in de 14e eeuw. In 1174 werd het graf van de heilige Giustina aangetroffen en heringericht. In de 15e eeuw werd het 12e-eeuws klooster uitgebouwd tot zijn huidige vormen; Padua behoorde toen al tot de Venetiaanse republiek. In de refter staat een groot fresco die de kruisiging (1489) voorstelt. Dit fresco en andere fresco’s in het Grande Chiostro laten invloeden zien van Florentijnse artiesten die in Padua verbleven in de 15e eeuw. 

### Basilica nuova
Het algemeen kapittel van de benedictijnen besliste in het jaar 1498 om een monumentale basiliek te bouwen. Dit werd de basilica nuova of nieuwe basiliek genoemd. Deze moest de eeuwenlang bestaande verering rond de heilige Giustina verder stimuleren. Een deel van de oude basiliek werd bewaard, wat voor archeologen het interessantste deel is. Verschillende architecten werkten aan het monumentale project. Het waren Moroni uit Bergamo en Andrea da Valle uit Istrië die de nieuwe basiliek afwerkten in de jaren 1530-1560 en 1580 respectievelijk.
De basiliek heeft meerdere koepels. De lange as meet 122 meter, wat een staaltje van Venetiaanse bouwkunst betekent. In de voorgevel staan de vier evangelisten; op de zijgevels staan twee brokken rood marmer van Verona die nog bewaard zijn uit de romaans-gotische voorganger. De basiliek bevat in de drie transepten en vijf middenbeuken samen veertien zijkapellen en nog meer zijaltaren. Aan het hoofdaltaar hangt een schilderij met het martelaarschap van Giustina afgebeeld. Dit schilderij is van de hand van Paolo Veronese. De basiliek beweert het stoffelijk overschot van de evangelist Lucas te bezitten sinds 1177; in 1562 kreeg dit graf een ereplaats bovenop zuilen.
In 1810 besliste keizer Napoleon Bonaparte de rijke abdij te sluiten. De basiliek en het abdijcomplex werden een kazerne, met militair hospitaal. Dit bleef zo in de loop van de 19e eeuw.
In 1919 keerden de benedictijnen terug. De kerkdiensten werden hernomen. In de jaren 1920-1930 lieten de benedictijnen een volledig nieuw orgel installeren.
Na de aardbeving van 2012 dienden dringende herstelwerken te gebeuren.